# Premier League Malti 1913-1914
Il campionato era formato da 7 squadre e il Ħamrun Spartans F.C. vinse il titolo.

## Classifica finale
| Pos. | Squadra              | G | V | N | P | GF | GS | Punti |
| ---- | -------------------- | - | - | - | - | -- | -- | ----- |
| 1    | Ħamrun Spartans F.C. | 6 | 5 | 0 | 1 | 22 | 1  | 10    |
| 2    | St. George's F.C.    | 6 | 5 | 0 | 1 | 15 | 2  | 10    |
| 3    | Valletta United      | 6 | 4 | 0 | 2 | 7  | 5  | 8     |
| 4    | Floriana             | 6 | 3 | 0 | 3 | 10 | 16 | 6     |
| 5    | Msida Rangers        | 6 | 2 | 1 | 3 | 6  | 7  | 5     |
| 6    | Senglea Shamrocks    | 6 | 1 | 1 | 4 | 6  | 19 | 3     |
| 7    | Melita Vittoriosa    | 6 | 0 | 0 | 6 | 1  | 17 | 0     |

## Verdetti finali
- Ħamrun Spartans F.C. Campione di Malta 1913-1914